# Mathica
Mathica ist ein Point-and-Click-Adventure und digitales Lernspiel für Mathematik des deutschen Entwicklerstudios Ruske & Pühretmaier. Das Spiel erschien am 4. November 2002 beim Heureka-Klett-Softwareverlag und ist Teil der Lernadventure-Reihe Heureka Classics, die über eine Million Mal verkauft wurde.

## Spielverlauf
Auf der kleinen Stadt Numberville lastet der Fluch des verstorbenen Professors Alfons Numerus – im Schloss Number-Castle gefangen, muss Mathica, die Stieftochter des Mathematikgenies, die Quadratur des Kreises lösen, an der ihr Vater gescheitert war. 
Aufgabe ist es, Mathica von dem Fluch zu erlösen, indem die verlorene Formel von Ramanujan gefunden wird, welche die Unlösbarkeit des Problems und damit die Sinnlosigkeit ihrer Rechnerei beweist. Nur so kann der Geist von Numerus seinen lebenslangen Irrtum anerkennen und Ruhe finden. Hinweise auf den Verbleib der Formel finden sich in der ganzen Stadt verteilt. Auf dem Weg sind verschiedene mathematische Rätsel zu lösen, um zum Beispiel verschlossene Türen zu öffnen. Um Mathica zu befreien, sind also gewisse mathematische Kenntnisse zu den Bereichen Geometrie, Gleichungen, Zahlen, Wahrscheinlichkeiten und Kombinatorik gefragt, welche sich im Wissensteil des Spiels aneignen lassen.

## Lokalisierung
Im deutschen Original, welches durch das Studio db media vertont wurde, sind der Sprecher Felix Hergenhahn sowie die Sprecherinnen Susanne Reuter als Vorleserin der Lernteile und in der Rolle der Mathica, und Gisela Keiner als Erzählstimme zu hören.
Die russische Version von Mathica erschien im Jahr 2004 beim Publisher MediaHouse unter dem Titel Математикус (Matematikus). Diese Version wurde im Tonstudio Vox Records synchronisiert, wobei der Schauspieler Aleksej Kuznecov als Erzähler, die Synchronsprecherin Darja Frolova als Mathica und der Theaterschauspieler Sergej Frolov als Professor auftraten.
Außerdem wurde das Spiel auch auf Englisch und Tschechisch veröffentlicht.

## Rezeption
Mathica erhielt insgesamt sehr gute Kritiken und mehrere bedeutende Auszeichnungen. Johann Beutel schrieb in der Berliner Zeitung, Mathica habe eindrucksvoll bewiesen, dass es möglich ist, Naturwissenschaft durch Hinzufügen einer Spannungs-Komponente schülergerecht aufzubereiten. Auch das Portal Lehrer-Online äußerte sich positiv und schrieb: „Mathica ist so spannend gemacht, dass man fast gar nicht bemerkt, dass es sich um ein mathematisches Spiel handelt“. Die Fachjury des renommierten Kindersoftwarepreises TOMMI vergab eine Auszeichnung und schrieb: „Mathica überzeugt in erster Linie durch Tiefgang, Fachkenntnis und eine atemberaubende Grafik“. Die Süddeutsche Zeitung lobte zudem den „interessant und lehrreich gestalteten Wissensteil“.

## Sonstiges
Der Wissensteil des Spiels wurde von Thomas Sollich erarbeitet, mit fachlicher Beratung vom Gießener Mathematikprofessor Albrecht Beutelspacher.
Mathica erschien in der ersten Auflage mit dem Untertitel „… und Mathematik wird zum Abenteuer“. Im Jahr 2005 verkaufte Heureka-Klett die Rechte am Spiel an den Publisher Braingame, der 2004 aus der Umbenennung von Ruske & Pühretmaier hervorgegangen war. Dort erschien 2006 eine Neuauflage von Mathica mit dem neuen Untertitel „Das Abenteuerspiel aus der Welt der Zahlen“ und einem auf der CD enthaltenen Lösungsbuch. Zudem erschien eine Version mit Schullizenz beim Bildungsverlag Co.Tec.

## Auszeichnungen
- 2002: Kindersoftwarepreis TOMMI – Auszeichnung in der Kategorie Computerspiele[12]
- 2003: Comenius-Award – Comenius-Siegel in der Kategorie Computerspiele mit kompetenzförderlichen Potenzialen[13]
- 2003: Zentrale für Unterrichtsmedien – Auszeichnung in der Kategorie Clever der Woche[14]
- 2003: Deutscher Bildungssoftwarepreis digita – Nominierung in der Kategorie Privates Lernen über 10 Jahre[15]
- 2003: Pädi (Pädagogischer Interaktiv-Preis) – Gütesiegel in der Kategorie Multimediale Produkte für Jugendliche[16]
- 2003: Softwarepreis GIGA-Maus – Auszeichnung in der Kategorie Das beste Lernspiel[17]